# Hospital Chris Hani Baragwanath

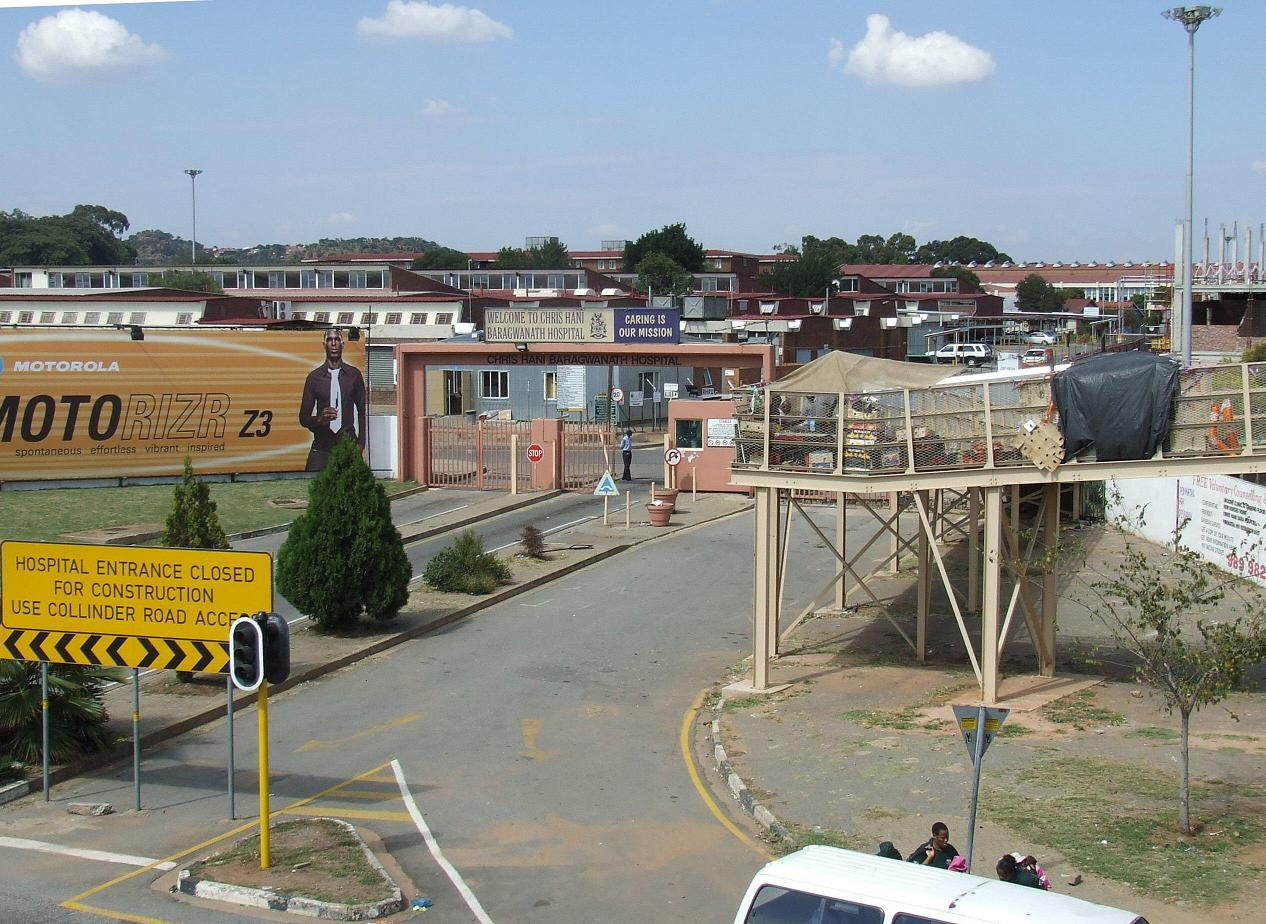
Hospital Chris Hani Baragwanath

Hospital Chris Hani Baragwanath (em inglês: Chris Hani Baragwanath Hospital) é o maior hospital do mundo, que ocupa 173 hectares (0,70 km²), com 3 200 camas e 6 760 funcionários. O hospital fica na área de Soweto, Joanesburgo, África do Sul. (Soweto era um município separado de 1983 a 2002, quando foi reunida pela cidade de Joanesburgo.) É um dos 40 hospitais da província de Gauteng, que é financiada e dirigida pelo provincial de Gauteng Autoridades Sanitárias. É um hospital de ensino para a Universidade de Witwatersrand, Faculdade de Medicina, juntamente com o Charlotte Maxeke Joanesburgo Academic Hospital, Helen Joseph Hospital e Rahima Moosa Mother and Child Hospital.

## História
The Royal Imperial Hospital, Baragwanath, foi construída no que hoje é Diepkloof em 1941 para convalescença e soldados da Commonwealth britânica. John Albert Baragwanath dono de uma pousada,The Wayside Inn,do final do século XIX perto de localização atual do hospital . Marechal de Campo Jan Smuts constatou, durante as cerimônias de abertura que o mecanismo seria usado para a população negra da região depois da guerra. Em 1947, o rei George VI visitou e apresentou medalhas para as tropas lá. A partir deste início cresceu Baragwanath Hospital (como ficou conhecido depois de 1948), supostamente o maior hospital do mundo. Em 1997 outra mudança de nome seguiu, com a instalação alastrando agora conhecido como hospital Chris Hani Baragwanath em homenagem do Congresso Nacional Africano ao líder que foi assassinado em 1993 por extremistas brancos.

## Internações diárias
Mais de dois mil pacientes vão para o hospital diariamente e quase metade deles são HIV